# Hélène Boucher
Hélène Boucher (Franciaország, Párizs, 1908. május 23. – Guyancourton, 1934. november 30.) francia női repülőgép pilóta.

## Életpálya
Jelentős szerepe volt az új repülőutak feltárásában, a repülés népszerűsítésében. Három és fél év alatt nevét fényes betűkkel írta be a repülés történelmébe. Egy végzetes szárnytörés következtében vesztette életét.

## Repülési eredmények
1934. augusztus 9-én 100 kilométeren 485 kilométer/óra repülésével megdöntötte a honfitársa Maurice Arnoux sebességi világrekordját. Augusztus 12-én Caudron-Renault gépével káprázatos műrepüléseket mutatott be. Október 8-án Vélizy-Villacoublayban Moran gépén repülve elragadta a műrepülés pálmáját a német Vera von Nissing elől. Magassági világrekordja 5200 méter volt.

## Szakmai sikerek
Megkapta a francia Becsületrendet. Az első nő akit a párizsi Invalidusok dómjában temették el.